# Elise Kellond-Knight
Elise Kellond-Knight (Southport, 10 augustus 1990) is een Australische voetbalster die als middenvelder voor Reign FC en het Australische nationale elftal speelt.

## Clubcarrière
| Jaar        | Club                   |
| ----------- | ---------------------- |
| 2008 - 2010 | Brisbane Roar          |
| 2011 - 2012 | Fortuna Hjørring       |
| 2014        | Iga F.C. Kunoichi      |
| 2015 - 2017 | 1. FFC Turbine Potsdam |
| 2018        | Hammarby IF            |
| 2018        | Melbourne City         |
| 2019        | Reign FC               |

## Prijzen
| Jaar        | Prijs                                |
| ----------- | ------------------------------------ |
| 2008        | AFF Women's Championship             |
| 2008 - 2009 | W-League Championship                |
| 2008 - 2009 | W-League Premiership                 |
| 2009        | W-League Young Player of the Year    |
| 2010        | AFC Women's Asian Cup                |
| 2010 - 2011 | W-League Championship                |
| 2011        | FFA Female Footballer of the Year    |
| 2011        | FIFA Women's World Cup All-Star Team |
| 2015        | FIFA Women's World Cup All-Star Team |
| 2016        | AFC Olympic Qualifying Tournament    |
| 2017        | Tournament of Nations                |
| 2019        | Cup of Nations                       |